# Belgi
Belgi (lat. Belgae) je naziv za narod koji je potkraj Željeznog doba živio na sjeveru antičke Galije i dijelovima Britanije. Po njima je ime dobila rimska provincija Gallia Belgica te moderna država Belgija.
Podrijetlo Belga je predmet rasprava među povjesničarima, s obzirom na to da je Julije Cezar tvrdio u svojim Galskom ratu da su oni bili germanskog porijekla, dok im imena sugeriraju srodnost s Keltima, odnosno Galima. Cezar ih je također opisao kao "najdivljiji" od svih naroda Galije, s obzirom na to da su bili najudaljeniji od rimskih granica i utjecaja rimske civilizacije. Cezar ih je opisao kao najhrabrije od svih galskih boraca. Godine 57. pr. Kr. je, opravdavajući to navodnom zavjerom protiv rimske vojske u ostatku Galije, protiv njih pokrenuo pohod te ih porazio u bitkama na Aksoni i Sabisu. 

## Vanjske poveznice
- Belgae at Roman-Britain.co.uk